# Gyula Komarnicki
Gyula Komarnicki (sprich [ ɟulɒ komɒrnitski ]; * 22. Februar 1885 in Budapest; † 27. August 1975 ebenda) war ein ungarischer Bergsteiger polnischer Abkunft. In der Hohen Tatra verzeichnete er viele Erstbegehungen.

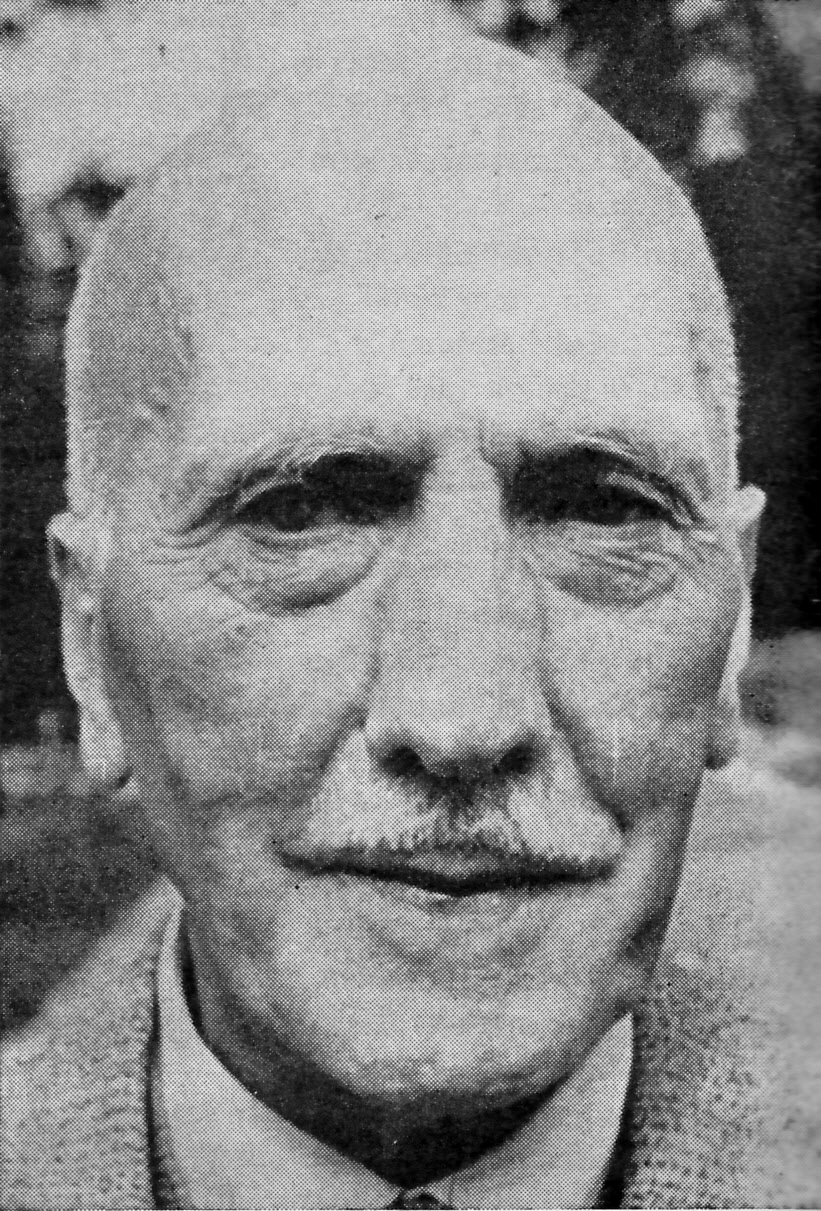
Gyula Komarnicki (um 1965)

## Leben
Sein Vater war Ingenieur und stammte aus Warschau. Er musste wegen seiner ungarischen Herkunft Polen verlassen und ging nach einem kurzen Aufenthalt in Paris nach Budapest, wo Guyla und zwei Jahre später auch sein Bruder Roman Komarnicki geboren wurden. Nach dem Tod des Vaters wuchs er in Ungarn und Polen auf. Gyula studierte Jura an der Universität Budapest. Während des Studiums kam er auf Drängen eines Freundes zum Klettern und ab 1906 war er bereits ein bedeutender Tatra-Bergsteiger. Sein Kletterpartner waren unter anderen sein Bruder Roman, Janusz Chmielowski, Roman Kordys, Mariusz Zaruski und Mieczysław Świerz. Er veröffentlichte Bücher über die Hohe Tatra in ungarischer und deutscher Sprache. Als  Rechtsanwalt war er Geschäftsführer der Ungarischen Staatsbahn (1928–1934) und Generaldirektor der Ungarischen Gesellschaft für Maritime Navigation (1934–1944).
Komarnicki war der erste Präsident der Akademischen Budapestes Tourismusvereinigung, die zu diesem Zeitpunkt die einzige ungarische Berg-Organisation war. Er war auch Ehrenmitglied des polnischen Tatra-Vereins und des Karpathenvereins. Ab 1907 war er Autor von Zeitschriften-Artikel in Turistik und Alpinismus (er war einer der Mitbegründer), in Zeitschrift der Tatra-Gesellschaftund im Bergsteiger. Hierbei bewertete und beschrieb er Touren. Zu seinen wichtigsten Werken zählen ein Führer für Bergsteiger, welcher mehrere Male in Ungarisch (A Magas Tatra hegymászókalauza, Budapest 1914, 1917, 1926) und in Deutsch (Die Hohe Tatra, Hochgebirgsführer) veröffentlicht wurde.

## Erfolge
- erster Übergang der Nord-Ostseite des Mnich (1908)
- Nordwand Javorový štít (1908, mit Alfred Martin)
- die Nord-Westwand des Zadný Gerlach (1909, zusammen mit seinem Bruder),
- hrebeň Ľadových veží (1909, zusammen mit seinem Bruder),
- der Nord-Ostseite des Zlobivá (1911),
- die Nordwand des Malý Javorový štít (1911, zusammen mit seinem Bruder),
- Südwand Batizovský štít (1912, mit seinem Bruder und Zoltan Votisky)
- Südwand des Mięguszowiecki Szczyt Pośredni
- Die Nordwand des Hrubý vrch,
- die Ostseite des Lomnický štít,
- Südwand Prostredný hrot,
- Die Nordwand des Malý Kežmarský štít (1912, die größte Wand der Tatra)
- Wintererstbesteigung des Zadný Gerlach (1913, mit Gyula Hefty)
- Wintererstbesteigung der Žltá veža und des Malý hrot (1914, mit Ernő Katai)